# Rosauro Gatica
Rosauro Gatica (1815-1887) fue un militar chileno de arma de Caballería, llegó al grado de Coronel y participó en muchas batallas. Nació en Santiago de Chile en 1815.

## Carrera militar
Después de su egreso de la Academia Militar se incorporó al ejército del General José Joaquín Prieto, participando en la guerra civil. Con el grado de Subteniente participó en el sitio de Chillán y en la batalla de Lircay, esta última el 17 de abril de 1830.
Una vez ascendido al grado de Teniente participó en la Guerra contra la Confederación Perú-Boliviana luchando en el combate de Portada de Guías, en la batalla del Puente de Buin y en la batalla de Yungay el 30 de enero de 1839.
Una vez regresado a su país fue nombrado edecán del Presidente Manuel Bulnes. Se retiró del ejército en 1850 con el grado de Sargento Mayor.
Fue reincorporado a las filas del Ejército de Chile al estallar la Guerra del Pacífico y el 14 de noviembre de 1879 fue nombrado Comandante del Escuadrón Cívico Movilizado de Caballería "Maipú". En 1880 fue nombrado Ayudante del General Manuel Baquedano y luchó en la batalla de Tacna el 26 de mayo de 1880 y en la batalla de Arica el 7 de junio del mismo año. Al año siguiente luchó en las batallas de Chorrillos y Miraflores, el 13 y 15 de enero, respectivamente. Al finalizar esas batallas fue ascendido al grado de Teniente Coronel. 
En su regreso a Chile fue nombrado Comandante del Escuadrón Cívico Movilizado de Caballería "Freire" y ascendió a Coronel Graduado. Posteriormente fue edecán de los Presidente Domingo Santa María y de José Manuel Balmaceda.
Falleció en el fundo de "La Laguna" en el río Teno el 26 de febrero de 1887.